# ʿAbd al-Madschīd an-Naddschār
Scheich ʿAbd al-Madschīd an-Naddschār (arabisch عبد المجيد النجار, DMG ʿAbd al-Maǧīd an-Naǧǧār; geboren am 28. Mai 1945 in Beni Khedache, Medenine), auch in der Schreibung Abdul Majid al-Najjar, ist ein auch von Frankreich aus wirkender tunesischer islamischer Rechtsgelehrter, Intellektueller und Hochschullehrer und eine Persönlichkeit des Islams in Europa.

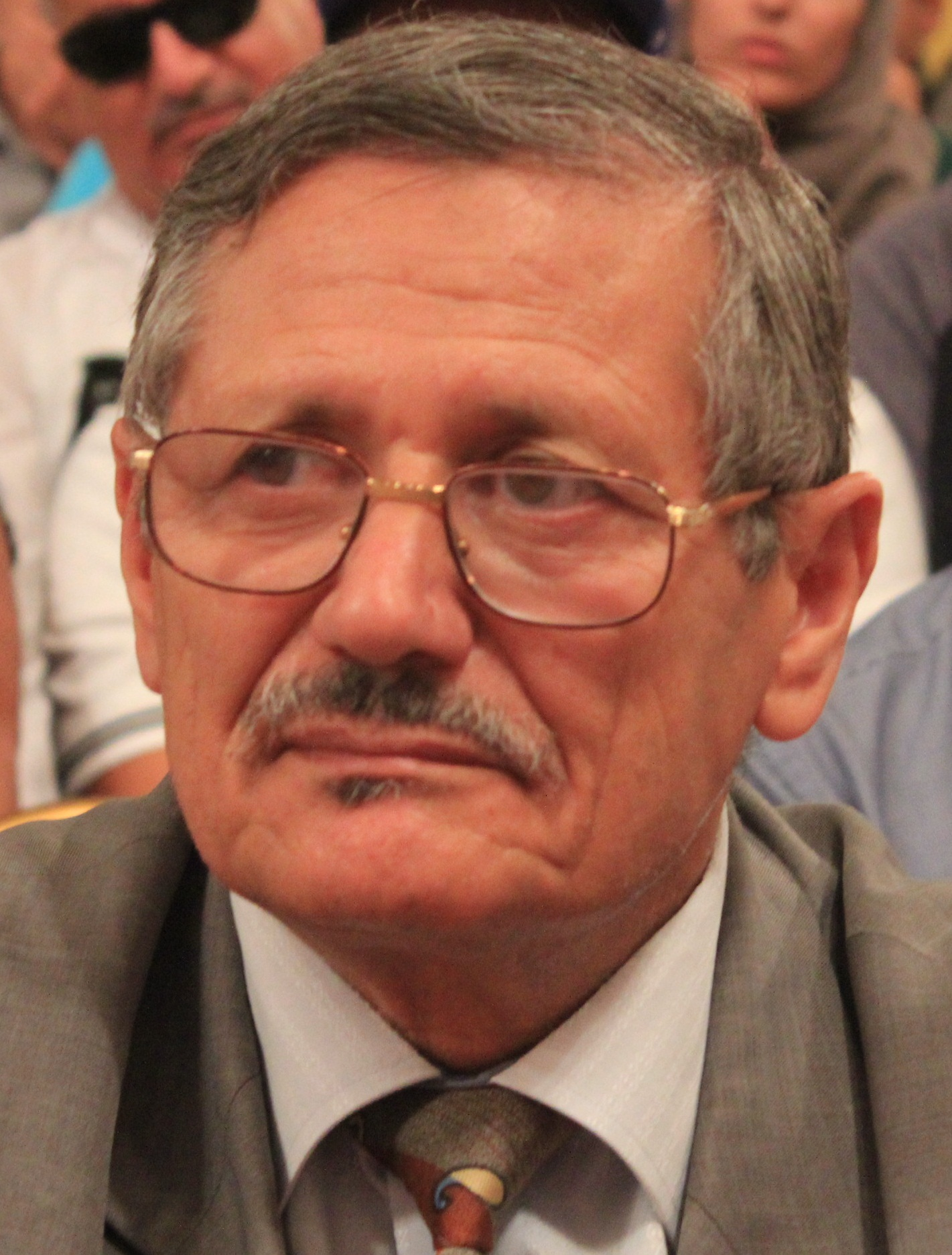
ʿAbd al-Madschīd an-Naddschār

## Leben und Wirken
ʿAbd al-Madschīd an-Naddschār wurde 1945 in Beni Khedache im Gouvernement Medenine geboren. Seine Ausbildung absolvierte er an der Universität Ez-Zitouna in Tunesien und an der al-Azhar-Universität in Ägypten. Er promovierte 1981 zu den Quellen der islamischen Gesetzgebung. Zu seinen Themengebieten zählt das “Minderheiten-Fiqh” (Fiqh al-aqallīyāt). In Paris war er der Unterzeichnerliste der Amman Message zufolge Präsident des Islamischen Zentrums. Er ist Assistent des Generalsekretärs des European Council for Fatwa and Research (ECFR) und ebenso der International Union of Muslim Scholars („Internationale Union Muslimischer Gelehrter“; IUMS). Er war einer der Unterzeichner der Botschaft aus Amman (Amman Message). Er lehrte als Professor an verschiedenen Universitäten in der arabischen Welt, darunter Algerien, die Vereinigten Arabischen Emirate, Katar und Marokko. Während der Jasminrevolution in Tunesien stand er in Medinine an der Spitze der Ennahda („Bewegung der Wiedergeburt“) und gewann bei den Wahlen zur Verfassunggebenden Versammlung Tunesiens am 23. Oktober 2011 einen Sitz in der Verfassunggebenden Versammlung. Er ist Verfasser zahlreicher Publikationen, darunter über die “Jurisprudenz der Staatsbürgerschaft” (Fiqh al-muwāṭana).